# Rasa Polikevičiūtė
Rasa Polikevičiūtė (nascida em 25 de setembro de 1970) é uma ex-ciclista lituana que competiu no ciclismo nos Jogos Olímpicos de Verão de 1996, 2000 e 2004, representando a Lituânia.